# Jean-Pierre Aumont

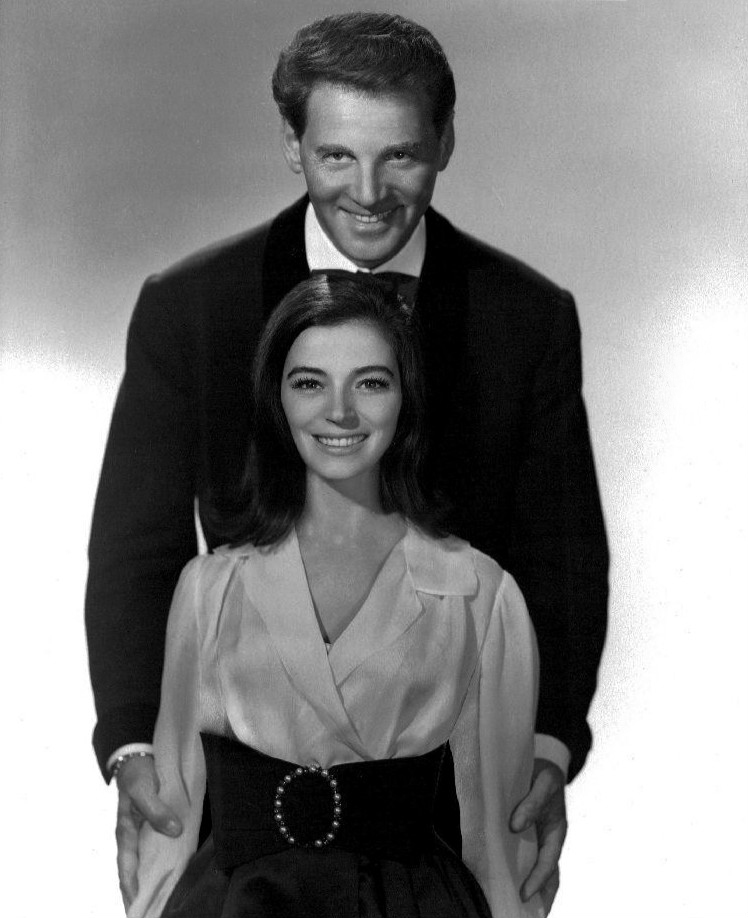
Marisa Pavan y Aumont en 1965

Jean-Pierre Aumont (5 de enero de 1911-30 de enero de 2001) fue un actor teatral, cinematográfico y televisivo francés, poseedor de Legión de Honor y de la Croix de guerre 1939-1945 por su servicio durante la Segunda Guerra Mundial.

## Biografía

### Inicios
Nacido en París, Francia, su verdadero nombre era Jean-Pierre Philippe Salomons. Sus padres eran Suzanne Cahen (1885–1940), una actriz, y Alexandre Salomons, propietario de La Maison du Blanc (unos almacenes de ropa), y su tío materno el reconocido actor teatral George Berr (fallecido en 1942), miembro de la Comédie-Française. Su padre procedía de una familia holandesa de origen judío, mientras que la familia de su madre era francesa, también de origen judío. El hermano menor de Aumont fue el destacado director cinematográfico François Villiers.
Aumont empezó a estudiar arte dramático en el Conservatorio de París a los 16 años de edad, donde su madre también había cursado estudios. Él debutó profesionalmente a los 21 años de edad, y su primer trabajo como intérprete cinematográfico llegó un año después, en el film Jean de la Lune (1931).

### Carrera
Sin embargo, el papel que definió su carrera llegó en 1934, con la obra teatral de Jean Cocteau La Machine infernale. Ese mismo año actuó en Lac aux dames, de Marc Allégret, con Simone Simon y Michel Simon, y en 1937 participó en Drôle de drame, de Marcel Carné, con Françoise Rosay y Michel Simon. Al siguiente año actuó en Hôtel du Nord, de Marcel Carné, con Annabella, Louis Jouvet y Arletty.
Cuando su trayectoria en el teatro y en el cine iba en ascenso, estalló la Segunda Guerra Mundial. Aumont se quedó en Francia hasta el año 1942 cuando, por su condición de judío, hubo de huir de los nazis. Desde la Francia de Vichy emigró a Nueva York, y después a Hollywood, California, donde continuó su carrera en el cine. Empezó a actuar para MGM; sin embargo, tras rodar The Cross of Lorraine, se sumó a la Francia Libre. Fue enviado al Norte de África, donde participó en la Operación Torch en Túnez. Él se movió con los Aliados a través de Italia y Francia. Durante la Guerra fue herido en dos ocasiones, la primera en una misión junto a su hermano, y la segunda de mayor gravedad. El Jeep de Aumont fue alcanzado cerca de un puente minado. El General Diego Brosset, jefe de la 1.ª División de Infantería (Francia Libre), de quien Aumont era ayudante con el empleo de Teniente, resultó muerto. Por su valor durante la lucha, Aumont fue condecorado con la Legión de Honor y con la Croix de guerre 1939-1945.
Tras la guerra, Aumont retomó rápidamente su carrera cinematográfica, protagonizando junto a Ginger Rogers el film Heartbeat (1946), y encarnando a un mago en el clásico Lili (1953), con Leslie Caron, entre otras películas. Él trabajó con muchos destacados actores y directores, incluyendo su esposa, María Montez. Madiados los años 1950, Aumont empezó a trabajar en la televisión, actuando en varias producciones de antología, tales como "Robert Montgomery Presents", siendo también invitado del show What's My Line?. En las dos siguientes décadas actuó en varias producciones teatrales, entre ellas los musicales Tovarich (con Vivien Leigh), Jacques Brel Is Alive and Well and Living in Paris, South Pacific, y Gigi.
Una de sus últimas actuaciones llegó con A Tale of Two Cities (1989). Dos años más adelante, en 1991 y con 80 años de edad, fue galardonado con un Premio César honorario, siendo así mismo nombrado comendador de la Orden de las Artes y las Letras.

### Vida personal
Aumont se casó en cuatro ocasiones, aunque solamente con tres mujeres. Su primera esposa fue la actriz francesa Blanche Montel, con la que estuvo casado desde 1938 a 1940, divorciándose la pareja. Encontrándose en Hollywood, Aumont se casó con María Montez, una actriz dominicana. Ella era conocida como la Reina del Technicolor, y su matrimonio fue muy feliz. Sin embargo, Montez murió ahogada en su bañera el 7 de septiembre de 1951 tras sufrir un aparente infarto agudo de miocardio en la casa de la familia en Suresnes. Montez y Aumont tuvieron una hija, Tina Aumont (1946 – 2006).
En 1956, Aumont se casó con la actriz italiana Marisa Pavan, hermana gemela de Pier Angeli. La pareja actuó en un mismo film, John Paul Jones (1959). Ellos se divorciaron, aunque volvieron a casarse, permaneciendo juntos hasta la muerte del actor, ocurrida en 2001 en Gassin, Francia, a causa de un infarto agudo de miocardio. Tenía 90 años de edad. Aumont y Pavan tuvieron dos hijos, Jean-Claude Aumont y Patrick Aumont. Los restos de Aumont fueron enterrados en el Cementerio del Père-Lachaise.

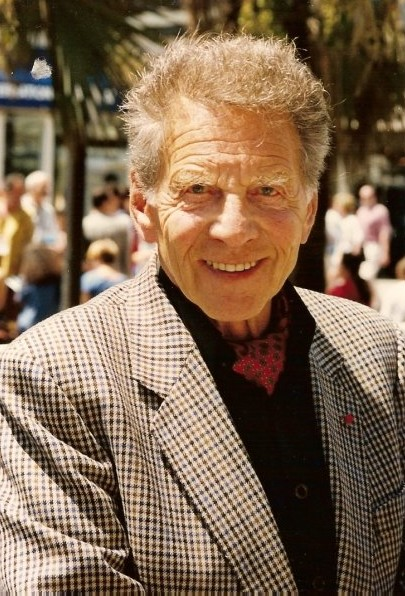
Aumont en el Festival de Cannes 1993

## Teatro

### Adaptación
- 1958 : Lucy Crown, de Irwin Shaw, escenografía de Pierre Dux, Théâtre de Paris

### Autor
- 1959 : Ange le Bienheureux, escenografía de Jacques Charon, Théâtre des Célestins

### Actor
- 1926 : Au grand large, de Sutton Vane, escenografía de Louis Jouvet, Théâtre des Champs-Élysées
- 1926 : Le Carrosse du Saint Sacrement, de Prosper Mérimée, escenografía de Louis Jouvet, Théâtre des Champs-Élysées
- 1930 : Le Prof d'anglais ou le système Puck, de Régis Gignoux, escenografía de Louis Jouvet, Théâtre des Champs-Élysées
- 1932 : La Pâtissière du village ou Madeleine, de Alfred Savoir, escenografía de Louis Jouvet, Théâtre Pigalle
- 1934 : Au grand large, de Sutton Vane, escenografía de Louis Jouvet, Théâtre des Champs-Élysées
- 1934 : La Machine infernale, de Jean Cocteau, escenografía de Louis Jouvet, Théâtre des Champs-Élysées
- 1936 : Le Cœur, de Henry Bernstein, Théâtre du Gymnase Marie-Bell
- 1937 : Famille, de Denys Amiel y Monique Amiel-Pétry, escenografía de Marcel André, Théâtre Saint-Georges
- 1939 : L'Amant de paille, de Marc-Gilbert Sauvajon y André Bost, escenografía de Jean Wall, Théâtre Michel
- 1944 : Une grande fille toute simple, de André Roussin, escenografía de Louis Ducreux, Théâtre des Ambassadeurs
- 1947 : L'Empereur de Chine, de Jean-Pierre Aumont, escenografía de Marcel Herrand, Théâtre des Mathurins
- 1949 : My Name Is Aquilon, a partir de L'Empereur de Chine, de Jean-Pierre Aumont, adaptación de Philip Barry, escenografía de Robert B. Sinclair, Lyceum Theatre (Nueva York)
- 1950 : Le Voyage, de Henry Bataille, escenografía de Henri Bernstein, Théâtre des Ambassadeurs
- 1953 : Les Pavés du ciel, de Albert Husson, escenografía de Christian-Gérard, Théâtre des Célestins
- 1954 : Carlos et Marguerite, de Jean Bernard-Luc, escenografía de Christian-Gérard, Théâtre de la Madeleine
- 1954 : Les Pavés du ciel, de Albert Husson, escenografía de Christian-Gérard, Comédie Caumartin
- 1955 : Il y a longtemps que je t'aime, de Jacques Deval, escenografía de Jean Le Poulain, Teatro Edouard VII
- 1955 : The Heavenly Twins, a partir de Les Pavés du ciel, de Albert Husson, escenografía de Cyril Ritchard,  Booth Theatre
- 1956 : Amphitryon 38, de Jean Giraudoux, escenografía de Claude Sainval, Théâtre des Champs-Élysées
- 1958 : L'Impromptu de Barentin, de André Maurois, Festival de Barentin
- 1959 : Ange le Bienheureux, de Jean-Pierre Aumont, escenografía de Jacques Charon, Théâtre des Célestins
- 1959 : Mon père avait raison, de Sacha Guitry, escenografía de André Roussin, Théâtre de la Madeleine
- 1960 : A Second Sting, de Lucienne Hill a partir de Colette, escenografía de Raymond Gérôme, Eugene O'Neill Theatre (Nueva York)
- 1962 : Flora, de Fabio Mauri y Franco Brusati, escenografía de Jules Dassin, Théâtre des Variétés
- 1963 : Tovarich, de Anne Croswell y Lee Pockriss, escenografía de Peter Glenville, Broadway Theatre, Winter Garden Theatre
- 1970 : Camino Real, de Tennessee Williams, escenografía de Milton Katselas, Vivian Beaumont Theatre (Nueva York)
- 1971 : Les Anges meurtriers, de Conor Cruise O'Brien, escenografía de Joan Littlewood, Théâtre de Chaillot
- 1971 : Murderous Angels, de Conor Cruise O'Brien, escenografía de Gordon Davidson, Playhouse Theatre (Nueva York)
- 1972 : Nous irons à Valparaiso, de Marcel Achard, escenografía de Jacques-Henri Duval, Théâtre des Célestins, Giras Herbert-Karsenty
- 1975 : Des journées entières dans les arbres, de Marguerite Duras, escenografía de Jean-Louis Barrault, Théâtre d'Orsay
- 1976 : Des journées entières dans les arbres, de Marguerite Duras, escenografía de Jean-Louis Barrault, Ambassadors Theatre (Nueva York)
- 1981 : A Talent for Murder, de Jerome Chodorov y Norman Panama, escenografía de Paul Aaron, Teatro Biltmore (Nueva York)
- 1982 : Coup de soleil, de Marcel Mithois, escenografía de Jacques Rosny, Théâtre Antoine
- 1984 : Pense à l’Afrique, a partir de Think of Africa, de Gordon Dryland, escenografía de Jean-Pierre Granval, Théâtre Renaud-Barrault

## Filmografía

### Cine
- 1931 : Jean de la Lune, de Jean Choux, con Michel Simon y Madeleine Renaud
- 1931 : Échec et mat, de Roger Goupillières
- 1932 : Faut-il les marier ?, de Pierre Billon y Karel Lamač
- 1933 : Dans les rues, de Victor Trivas
- 1933 : Un jour viendra, de Gerhard Lamprecht y Serge Véber
- 1933 : La Merveilleuse Tragédie de Lourdes, de Henri Fabert
- 1933 : Ève cherche un père, de Mario Bonnard
- 1934 : Lac aux dames, de Marc Allégret, con Simone Simon y Michel Simon
- 1934 : Le Voleur, de Maurice Tourneur, con Victor Francen
- 1934 : Maria Chapdelaine, de Julien Duvivier, con Madeleine Renaud y Jean Gabin
- 1935 : Les Yeux noirs, de Victor Tourjansky, con Harry Baur, Viviane Romance y Simone Simon
- 1935 : L'Équipage, de Anatole Litvak, con Annabella y Charles Vanel
- 1935 : Les Beaux Jours, de Marc Allégret, con Simone Simon y Raymond Rouleau
- 1936 : Tarass Boulba, de Alexis Granowsky, con Harry Baur y Danielle Darrieux
- 1936 : La Porte du large, de Marcel L'Herbier, con Victor Francen
- 1937 : Le Chemin de Rio, de Robert Siodmak, con Jules Berry y Suzy Prim
- 1937 : Drôle de drame ou L'étrange aventure de Docteur Molyneux, de Marcel Carné, con Louis Jouvet y Michel Simon
- 1937 : Le Messager, de Raymond Rouleau, con Jean Gabin y Gaby Morlay
- 1937 : Maman Colibri, de Jean Dréville
- 1937 : La Femme du bout du monde, de Jean Epstein, con Charles Vanel
- 1938 : Chéri-Bibi, de Léon Mathot, con Pierre Fresnay
- 1938 : Hôtel du Nord, de Marcel Carné, con Annabella, Louis Jouvet y Arletty
- 1938 : Le Paradis de Satan, de Félix Gandéra, con Pierre Renoir
- 1938 : Belle Étoile, de Jacques de Baroncelli, con Michel Simon
- 1939 : Le Déserteur, de Léonide Moguy
- 1939 : S.O.S. Sahara, de Jacques de Baroncelli, con Charles Vanel
- 1943 : Assignment in Brittany, de Jack Conway
- 1943 : The Cross of Lorraine, de Tay Garnett, con Gene Kelly
- 1944 : Croix de Lorraine en Italie, corto de François Villiers
- 1946 : Heartbeat, de Sam Wood, con Ginger Rogers
- 1947 : Song of Scheherazade, de Walter Reisch
- 1948 : The first gentleman, de Alberto Cavalcanti
- 1948 : Siren of Atlantis, de Arthur Ripley y Gregg G. Tallas, con María Montez
- 1949 : Hans le marin, de François Villiers, con María Montez y Lilli Palmer
- 1949 : Golden Arrow, de Gordon Parry
- 1950 : La vie commence demain, documental de Nicole Vedrès
- 1950 : L'Homme de joie, de Gilles Grangier
- 1951 : L'Amant de paille, de Gilles Grangier
- 1951 : La vendetta del corsaro, de Primo Zeglio, con María Montez
- 1951 : Ultimo incontro, de Gianni Franciolini, con Alida Valli y Amedeo Nazzari
- 1951 : Hollywood sur Seine, corto de François Villiers
- 1952 : Les loups chassent la nuit, de Bernard Borderie
- 1953 : Moineaux de Paris, de Maurice Cloche
- 1953 : Lili, de Charles Walters, con Leslie Caron y Mel Ferrer
- 1953 : Kœnigsmark, de Solange Térac
- 1953 : Vedettes en pantoufles, corto de Jacques Guillon
- 1954 : Charge of the lancers, de William Castle, con Paulette Goddard
- 1954 : Si Versailles m'était conté..., de Sacha Guitry
- 1955 : Dix-huit heures d'escale, de René Jolivet, con Maria Mauban y Georges Marchal
- 1955 : Napoléon, de Sacha Guitry
- 1955 : Mademoiselle de Paris, de Walter Kapps
- 1956 : Hilda Crane, de Philip Dunne, con Jean Simmons
- 1957 : The seventh sin, de Ronald Neame
- 1959 : La Verte Moisson, de François Villiers
- 1959 : John Paul Jones, de John Farrow, con Robert Stack y Bette Davis
- 1960 : The Enemy general, de George Sherman, con Van Johnson yt Dany Carrel
- 1961 : Una americana en Buenos Aires, de George Cahan
- 1961 : El diablo a las cuatro, de Mervyn LeRoy, con Spencer Tracy y Frank Sinatra
- 1961 : Le Puits aux trois vérités, de François Villiers
- 1961 : L'Art de vivre, corto de Edouard Berne
- 1962 : Les Sept Péchés capitaux, episodio "L'Orgueil", con Marina Vlady y Samy Frey
- 1962 : Five miles to midnight, de Anatole Litvak, con Sophia Loren y Anthony Perkins
- 1962 : Una domenica d'estate, de Giulio Petroni
- 1962 : The horse without a head, de Don Chaffey
- 1962 : Socia de alcoba, de George Cahan
- 1963 : Vacances portugaises, de Pierre Kast
- 1965 : Il était une fois un tracteur, de Leopoldo Torre Nilsson
- 1967 : Blind man's bluff, de Edward Mann, con Boris Karloff
- 1969 : Castle keep, de Sydney Pollack, con Burt Lancaster
- 1970 : El coleccionista de cadáveres, de Santos Alcocer
- 1971 : L'Homme au cerveau greffé, de Jacques Doniol-Valcroze
- 1971 : Biribi, de Daniel Moosmann
- 1973 : La noche americana, de François Truffaut, con Jacqueline Bisset
- 1974 : Le Chasseur d'ombres, de Teri Mc Luhan
- 1974 : F for Fake, de Orson Welles
- 1975 : Porgi l'altra guancia, de Franco Rossi, con Terence Hill y Bud Spencer
- 1975 : The happy hooker, de Nicholas Sgarro
- 1975 : Le Chat et la Souris, de Claude Lelouch, con Michele Morgan y Serge Reggiani
- 1975 : Catherine et compagnie, de Michel Boisrond, con Jane Birkin, Patrick Dewaere y Jean-Claude Brialy
- 1975 : Mahogany, de Berry Gordy, con Diana Ross y Anthony Perkins
- 1976 : Des journées entières dans les arbres, de Marguerite Duras, con Madeleine Renaud y Bulle Ogier
- 1978 : New York black out, de Eddy Matalon, con June Allyson y Ray Milland
- 1978 : Two solitudes, de Lionel Chetwynd
- 1979 : Something short of paradise, de David Helpern
- 1981 : Allons z'enfants, de Yves Boisset
- 1981 : Difendimi dalla notte, de Claudio Fragasso
- 1982 : La villa delle anime maledette, de Carlo Ausino
- 1982 : Nana, de Dan Wolman
- 1983 : La Java des ombres, de Romain Goupil
- 1984 : La sangre de otros, de Claude Chabrol
- 1986 : On a volé Charlie Spencer !, de Francis Huster
- 1987 : Dulce país, de Mihalis Kakogiannis
- 1988 : À notre regrettable époux, de Serge Korber, con Alida Valli y Jacqueline Maillan
- 1989 : Le Français libre, de Jim Goddard
- 1990 : Los Mares del sur, de Manuel Esteban
- 1991 : Devenir Colette, de Danny Huston
- 1991 : A Star for Two, de Jim Kaufman
- 1994 : Giorgino, de Laurent Boutonnat
- 1995 : Jefferson in Paris, de James Ivory, con Nick Nolte
- 1996 : La Propriétaire, de Ismail Merchant, con Jeanne Moreau

### Televisión
- 1951 : Robert Montgomery Presents, episodio A christmas gift
- 1951 : Celanese Theatre, episodio No Time for Comedy
- 1952 : Goodyear Television Playhouse, episodio A Softness in the Wind
- 1952 : Studio One, episodio Letter from an Unknown Woman
- 1953 : The Philco Television Playhouse, episodio The Way of the Eagle
- 1953 : Lux Video Theatre
- 1954 : Lady Warner a disparu, de François Chatel
- 1954 : Studio 57, de Paul Landres
- 1955 : The Martha Raye Show
- 1956 : Climax!
- 1957 : Errol Flynn Theater, de Lawrence Huntington
- 1957 : Kraft Television Theatre
- 1958 : Playhouse 90
- 1960 : Letter to Loretta
- 1960 : So Help Me, Aphrodite
- 1960 : The United States Steel Hour
- 1963 : The Patty Duke Show
- 1963 : L'Affaire du cheval sans tête
- 1965 : The Nurses
- 1967 : Le comte Yoster a bien l'honneur, episodio "La troisième prophétie de l'ange de la mort"
- 1968 : Les Chevaliers du ciel, de François Villiers
- 1968 : The Name of the Game, episodio "The White Birch"
- 1969 : Au théâtre ce soir: Carlos et Marguerite de Jean Bernard-Luc, escenografía de Christian-Gérard, dirección de Pierre Sabbagh, Teatro Marigny
- 1970 : La Pomme de son œil, de François Villers
- 1972 : Comme il vous plaira, de Agnès Delarive
- 1972 : Joyeux Chagrins, de François Gir
- 1975 : Au théâtre ce soir: On croit rêver, de Jacques François, escenografía del auteur, dirección de Pierre Sabbagh, Teatro Edouard VII
- 1975 : N'oubliez pas que nous nous aimons, de Luc Godevais
- 1976 : Starsky y Hutch, de William Blinn, episodio "Murder at Sea"
- 1977 : Rendez-vous en noir, de Claude Grinberg
- 1978 : La Corde au cou, de Marcel Moussy
- 1979 : Paris-Vichy, de Anne Revel
- 1979 : Le Petit Théâtre d'Antenne 2: "La Belette", de Charles Vildrac
- 1979 : The Love Boat", 1 episodio
- 1979 : The French Atlantic Affair, de Douglas Heyes
- 1979 : Beggarman, voleur, de Lawrence Doheny
- 1980 : La Mémoire d'Eva Ryker, de Walter Grauman
- 1980 : Un temps pour les miracles, de Michael O'Herlihy
- 1981 : Carte Vermeil, de Alain Levent
- 1981 : Arcole ou la terre promise, de Marcel Moussy
- 1981 : Emmenez-moi au théâtre, "Le fleuve étincellant", de Charles Morgan
- 1982 : Hart to Hart, de Earl Bellamy
- 1983 : Quelques hommes de bonne volonté, de François Villiers
- 1983 : Les Beaux Quartiers, de Jean Kerchbron
- 1984 : Simon & Simon
- 1984 : L'Âge vermeil , de Roger Kahane, con Danielle Darrieux
- 1985 : Coup de soleil, de Paul-Robin Banhaïoun
- 1985 : La Reverdie, de Philippe Condroyer
- 1985 : Le Regard dans le miroir, de Jean Chapot
- 1986 : Sins, de Douglas Hickox
- 1987 : Johnny Monroe, de Renaud Saint-Pierre
- 1987 :  Great Performances, de Rodney Fisher, episodio Melba
- 1988 : Les Moulins des dieux, de Lee Philips
- 1988 : Cinéma, de Philippe Lefebvre
- 1988 : Le Bonheur d'en face, de Teff Erhat
- 1989 : Une histoire de deux villes, de Philippe Monnier
- 1989 : Les Grandes Familles, de Édouard Molinaro
- 1989 : Les Millionnaires du jeudi
- 1991 : Le Dernier Mot, de Gilles Béhat
- 1991 : Counterstrike
- 1991 : Renseignements généraux, episodio "Le démon de midi"
- 1991 : Crimes et Jardins, de Jean-Paul Salomé
- 1993 : Senso, de Gérard Vergez
- 1993 : Las aventuras del joven Indiana Jones, de René Manzor, episodio Paris, septembre 1908

## Galardones
- Oficial de la Legión de honor
- Croix de guerre 1939-1945
- Ordre national du Mérite
- Comendador de la Orden de las Artes y las Letras
- César honorífico en los Premios César 1996

## Obra literaria
- L'Empereur de Chine, pieza teatral, prefacio de Jean Cocteau, creada en 1947, con escenografía de Marcel Herrand en el Théâtre des Mathurins, y publicada por Éditions Nagel en 1948.
- L'Île heureuse, pieza teatral llevada a escena por Pierre Dux en el Teatro Edouard VII en 1951
- Un beau dimanche, escenificada en 1952 en el Théâtre de la Michodière
- Farfada, 1957, Comédie Wagram
- Souvenirs provisoires, Julliard, 1957
- Le Soleil et les ombres, Robert Laffont, 1976